# Tim MacNab zoekt kopij
 Tim MacNab zoekt kopij  is een detectiveroman geschreven door Marten Toonder in 1937 op een af en toe haperende schrijfmachine. Het originele manuscript met de titel Tim MacNAB zoekt copy werd aanvankelijk in 2013 uitgegeven als een facsimile uitgave in een oplage van 1500 exemplaren. Het was in het Literatuurmuseum gevonden door Klaas Driebergen, evenals een separaat opgeborgen boekomslag. Op 10 juni 2017 verscheen tijdens de spannende Boekenweken een officiële boekuitgave onder toezicht van de Toondercompagnie, onder redactie van Nienke Weick.

## Voorwoord
Het voorwoord is van Tomas Ross. Hij stelt dat Marten Toonder en hij beiden striptekenaars waren. Ross is door gebrek aan talent overgestapt op detectiveromans. Nu blijkt plots bijna 80 jaar na dato dat Toonder begonnen is als detectiveschrijver. Omdat zijn manuscript pas bijna een eeuw  later is gepubliceerd, is hij nooit als detectiveschrijver in beeld gekomen. Ross noemt het ontdekte werk een onbekende parel zonder plaatjes, waarvoor Toonder zeker inspiratie heeft opgedaan tijdens zijn zeereis in 1931 naar Buenos Aires.

## Structuur
Het boek bevat, naast het voorwoord en het nawoord, 12 hoofdstukken waarin steeds kapitein Sixma de woordvoerder is. Hij vat elk hoofdstuk vooraf samen met een kenmerkende zin.

## Plot
Kapitein Sixma vaart naar een eerdere stop in Hamburg van Rotterdam naar Buenos Aires met de S.S. Wega, een vrachtschip dat een tiental passagiers meeneemt op zijn reis. Onder de tien passagiers is een Schots-Nederlandse journalist Tim MacNab, tweetalig, afkomstig uit Chicago. Als er een moord wordt gepleegd vormen Sixma en MacNab een gelegenheids-recherche-duo in een storm op volle zee. Ze moeten de moord oplossen, voordat het schip gedwongen is aan te leggen in Las Palmas. Tijdens hun onderzoek wordt een tweede passagier omgebracht. Zijn kennis van een beurszwendel uit 1927 met de Pangani A. G. goudmijn leidt Tim naar de motieven voor de dubbele moord, waarbij de marconist van de S.S. Wega onmisbaar blijkt.

## Titel
Na de ontrafeling van het complot stuurt Tim een telegram over de gebeurtenissen aan de Chicago Daily News. De lezer beseft dat de tiende passagier een onderzoeksjournalist was, die bewust passage had geboekt op de S.S. Wega.

## Nawoord
Het nawoord is van kleinzoon Irwin M. Toonder. Hij is in het bezit van brieven die zijn vader Eiso ontving van zijn grootvader, zeekapitein, in de periode 1937-1941. Veel uit die brieven is later terug te vinden in het werk van Marten Toonder. In bovenstaand boek figureren ‘ouwe walrus’(kapitein Wal Rus) en ‘cappy’(stripreeks Kappie) als herkenningspunt.

## Moord op de Nijl
Curieus is achteraf vast te stellen dat Marten Toonder dit onbekende manuscript waarschijnlijk heeft geschreven vlak voor publicatie van Moord op de Nijl, het wereldberoemde werk van Agatha Christie, dat in november 1937 verscheen. Met als overeenkomst lijken op een varende boot en de slotscène in de salon van het schip. 
Reeds in 1931 maakte Marten Toonder met zijn vader, de zeekapitein, een reis naar Argentinië, waar zijn eerste en laatste detectiveroman vorm moet hebben gekregen.